# Brazílie na letních olympijských hrách
Brazílie na letních olympijských hrách startuje od roku 1900. Toto je přehled účastí, medailového zisku a vlajkonošů na dané sportovní události.

## Účast na Letních olympijských hrách
| Dějiště LOH            | LOH      | Vlajkonoš                                                   | Zlatá medaile | Stříbrná medaile | Bronzová medaile | Celkem |
| ---------------------- | -------- | ----------------------------------------------------------- | ------------- | ---------------- | ---------------- | ------ |
| 1900 Paříž             | LOH 1900 | nebyl                                                       |               |                  |                  | 0      |
| 1904 St. Louis         | 1904     |                                                             |               |                  |                  | Ne     |
| 1908 Londýn            | 1908     |                                                             |               |                  |                  | Ne     |
| 1912 Stockholm         | 1912     |                                                             |               |                  |                  | Ne     |
| 1920 Antverpy          | LOH 1920 | Afrânio da Costa                                            | 1             | 1                | 1                | 3      |
| 1924 Paříž             | LOH 1924 | Alfredo Gomes                                               |               |                  |                  | 0      |
| 1928 Amsterdam         | 1928     |                                                             |               |                  |                  | Ne     |
| 1932 Los Angeles       | LOH 1932 | Lúcio de Castro                                             |               |                  |                  | 0      |
| 1936 Německo           | LOH 1936 | Antônio Lira                                                |               |                  |                  | 0      |
| 1948 Londýn            | LOH 1948 | Sylvio Padilha                                              |               |                  | 1                | 1      |
| 1952 Helsinky          | LOH 1952 | Mário Jorge                                                 | 1             |                  | 2                | 3      |
| 1956 Melbourne         | LOH 1956 | Adhemar Ferreira da Silva                                   | 1             |                  |                  | 1      |
| 1960 Řím               | LOH 1960 | Adhemar Ferreira da Silva                                   |               |                  | 2                | 2      |
| 1964 Tokio             | LOH 1964 | Wlamir Marques                                              |               |                  | 1                | 1      |
| 1968 Ciudad de México  | LOH 1968 | João Gonçalves Filho                                        |               | 1                | 2                | 3      |
| 1972 Mnichov           | LOH 1972 | Luiz Menon                                                  |               |                  | 2                | 2      |
| 1976 Montréal          | LOH 1976 | João Carlos de Oliveira                                     |               |                  | 2                | 2      |
| 1980 Moskva            | LOH 1980 | João Carlos de Oliveira                                     | 2             |                  | 2                | 4      |
| 1984 Los Angeles       | LOH 1984 | Eduardo de Souza                                            | 1             | 5                | 2                | 8      |
| 1988 Soul              | LOH 1988 | Walter Carmona                                              | 1             | 2                | 3                | 6      |
| 1992 Barcelona         | LOH 1992 | Aurelio Miguel                                              | 2             | 1                |                  | 3      |
| 1996 Atlanta           | LOH 1996 | Joaquim Cruz                                                | 3             | 3                | 9                | 15     |
| 2000 Sydney            | LOH 2000 | Sandra Pires                                                |               | 6                | 6                | 12     |
| 2004 Athény            | LOH 2004 | Torben Grael                                                | 5             | 2                | 3                | 10     |
| 2008 Peking            | LOH 2008 | Robert Scheidt                                              | 3             | 4                | 9                | 16     |
| 2012 Londýn            | LOH 2012 | Rodrigo Pessoa                                              | 3             | 5                | 9                | 17     |
| 2016 Rio de Janeiro    | LOH 2016 | Hortência Marcariová (zahájení) Isaquias Queiroz (ukončení) | 7             | 6                | 6                | 19     |
| 2020 Tokio             | LOH 2020 | Ketleyn Quadros Bruno Rezende                               | 7             | 6                | 8                | 21     |
| 2024 Paříž             | LOH 2024 |                                                             |               |                  |                  | x      |
| Celkem                 | 24       |                                                             | 37            | 42               | 71               | 150    |
| Zdroj na Olympedia.org |          |                                                             |               |                  |                  |        |